# Middelheim
Middelheim per a violí o violoncel i piano va ser compost per Guia Kantxeli el 2016. La primera interpretació va tenir lloc el 20 de maig de 2020 a Tbilisi, amb Temur Dzhaiani (violí), Alexander Tchidzhavadze (violoncel) i Alexander Korsantia (piano). La va dedicar als metges de l’hospital Middelheim d’Anvers. Té una durada d'uns 17 minuts.

## Origen i context
Kantxeli també en va fer una versió ampliada per a orquestra de corda, que ja va ser estrenada l’any 2018 a Pietrasanta, Itàlia. i on l'hivern del 2016 va rebre una reanimació dramàtica. Es tracta d’una obra dels darrers anys de Kantxeli, escrita en un context de salut molt delicada, marcada especialment per problemes cardíacs. Després de diverses hospitalitzacions i d’una aturada cardíaca gairebé fatal durant l’hivern del 2016, salvada gràcies a l’equip mèdic de l’Hospital Middelheim d’Anvers, el compositor va voler mostrar el seu agraïment dedicant-los aquesta peça.

## Música
Com és habitual en kantxeli, l’obra es construeix a partir del contrast dinàmic entre forte i piano, oposant esclats de protesta i impulsos lírics. L’obra s’inicia amb quatre notes contigües —un moviment de semitò ascendent seguit d’un de descendent— que orbiten al voltant de la nota re, modelades amb delicadesa pel pianista enmig del silenci. La corda les recull i les reinterpreta mitjançant una superposició d’intervals idèntics. Tot seguit, un impacte greu del piano, que actua com un gong, i l’exploració tímbrica als extrems del registre de la corda obren el camí a una tríada de la menor, punt de partida d’un episodi jazzístic de to serè i acollidor.
La secció central de l'obra accentua els contrastos en diversos nivells, amb irrupcions sobtades de la corda que trenquen la textura jazzística inicial. Entre les dues aparicions del tema principal es desenvolupen passatges que remeten a Xostakóvitx, al món cinematogràfic i a patrons rítmics repetitius. Abans del final, reapareix el motiu de quatre notes envoltat d’una atmosfera pärtiana, i l’obra es tanca amb una suspensió sonora i un retorn al silenci.